# کانگوروی دم‌قلم‌مویی حفره‌کن
کانگوروی دم‌قلمویی حفره‌کن (نام علمی: Bettongia lesueur) کیسه‌داری از تیره کانگوروهای موش‌وار، سردهٔ کانگوروهای دم‌قلمویی است که در استرالیا یافت می‌شود. در سیاهه قرمز IUCN، این جانور در وضعیت در نزدیکی تهدید طبقه‌بندی شده است.